# 北斯塔 (加利福尼亞州)
北斯塔（英語：North Star）是位於美國加利福尼亞州尤巴縣的一個非建制地區。該地的面積和人口皆未知。

## 地理
北斯塔的座標為39°35′12″N 121°04′37″W / 39.58667°N 121.07694°W，而該地的平均海拔高度為1225米（即4019英尺）。